# Agrotis coreana
Agrotis coreana är en fjärilsart som beskrevs av Matsumura 1926. Agrotis coreana ingår i släktet Agrotis och familjen nattflyn. Inga underarter finns listade i Catalogue of Life.